# 圆基莲座蕨
圓基蓮座蕨（学名：Angiopteris subrotundata）为觀音座蓮科觀音座蓮屬下的一个种。